# 難達群島
60°34′S 46°44′W / 60.567°S 46.733°W

難達群島在南奧克尼群島的位置

難達群島是南極洲的群島，屬於南奧克尼群島的一部分，位於南冰洋海域，島上無人居住，英國和阿根廷在南極條約體系下擱置對該島的領土主權要求。